# Sutherska huset

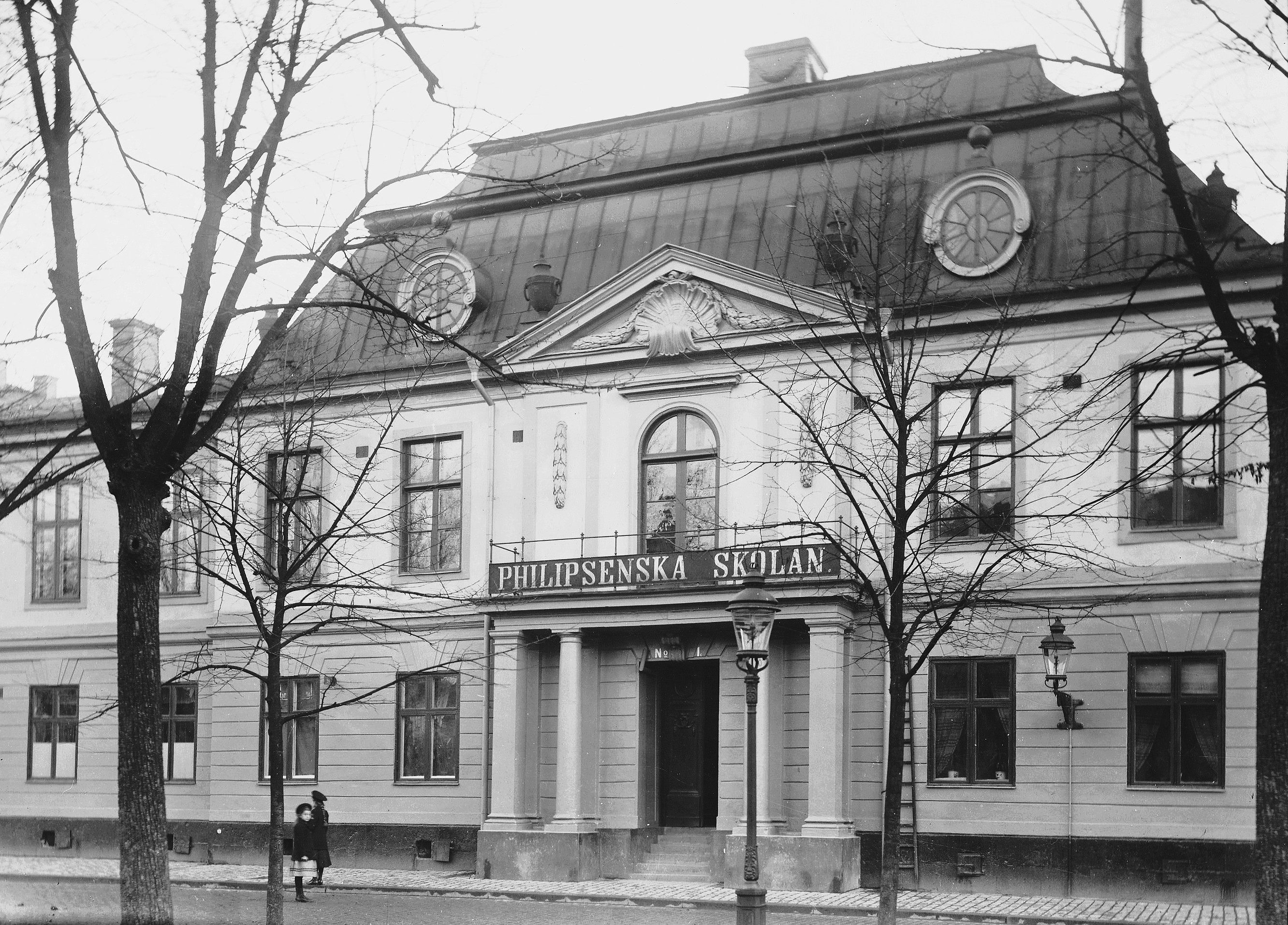
Huvudbyggnaden på 1890-talet.

Sutherska huset var ett privatpalats som låg i kvarteret Rosendal vid nuvarande Mariatorget på Södermalm i Stockholm. Efter 1811 hade den Philipsenska skolinrättningen sina lokaler i en del av huset. Byggnaden uppfördes 1774 och revs 1909.

## Historik

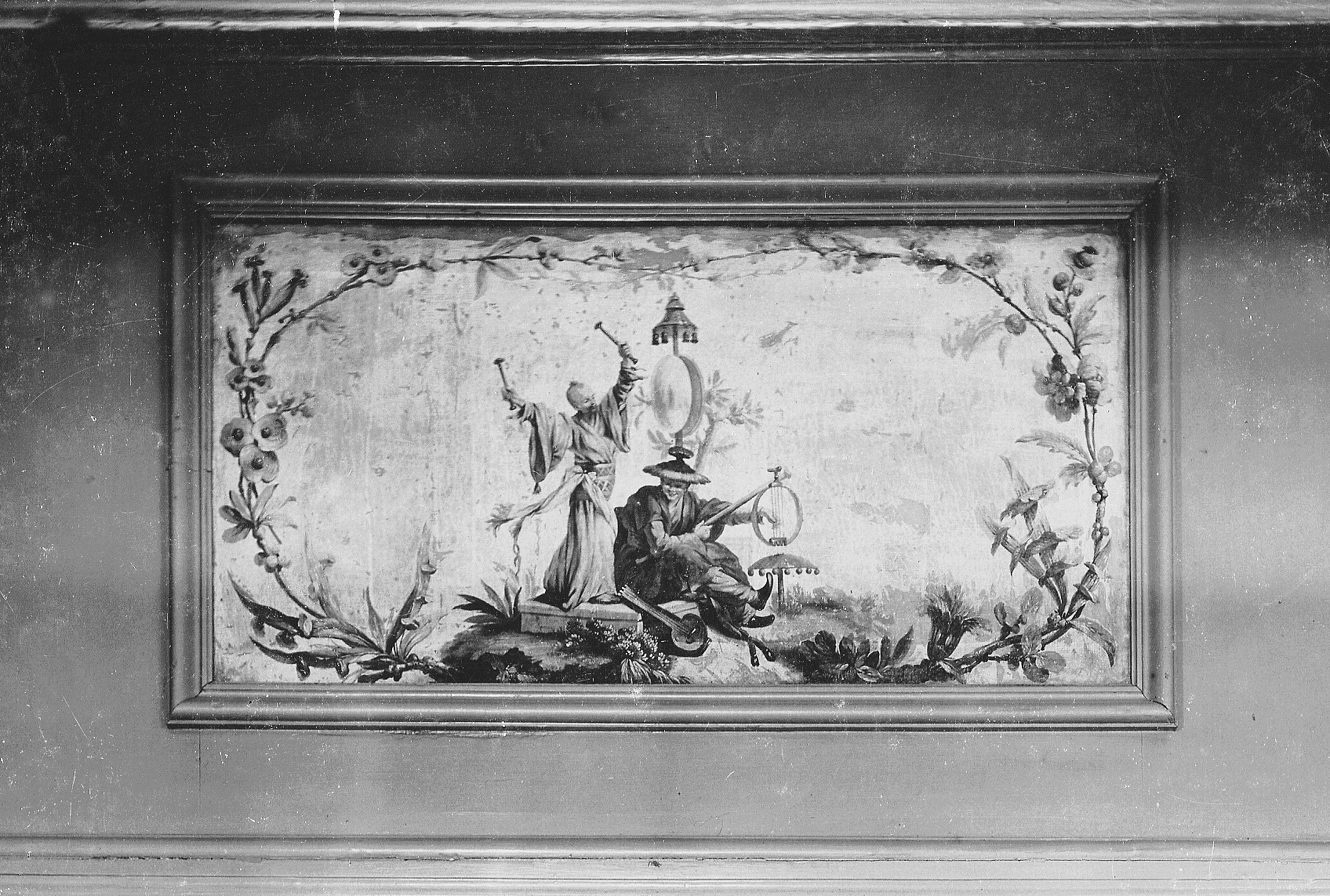
Målat dörröverstycke.

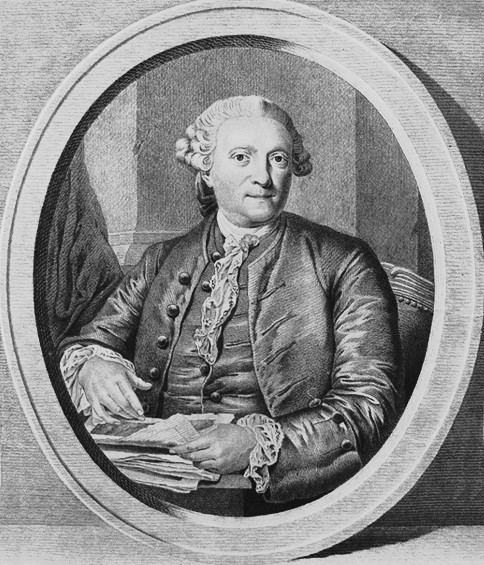
Byggherren Suther.

Sutherska huset är uppkallat efter Per Suther som var guldsmed, hovgravör och hovjuvelerare. Suther var en mycket förmögen man och ägde stora samlingar av dyrbara målningar, böcker och gravyrer och syns efterhand alltmer övergått till att driva handel med juveler, guldsmedsarbeten och konst med kungliga hovet som stor kund.
Sedan 1769 ägde han Daurerska malmgården i samma kvarter och lät 1774 uppföra en ny byggnad på fastighetens västra del. Till arkitekt anlitade han Jean Eric Rehn. Byggnaden sträckte sig mot dåvarande Adolfs Fredriks torg längs med hela fastigheten Rosendal större 27 (dåvarande 5) och räknas till en av Rehns tidiga exempel på Gustaviansk stil. 
Anläggningen hade två våningar och accentuerades av en något högre huvudbyggnad som avslutade längan i söder. Över entrén fanns en kolonnburen altan som kröntes av en fronton med ett väldigt musselornament i tympanonfältet. Takkanten smyckades av urnor. Taket var ett högt säteritak med två oxögon mot torget. I interiören fanns värdefulla kakelugnar och innerdörrar med dekorerade dörröverstycken visande kinesiserande motiv. Familjen Suther umgicks med samtidens stora konstnärer som Pehr Hilleström, Johan Pasch och Tobias Sergel. Hilleström var även hyresgäst i Suthers byggnad och förfogade där över en rymlig våning med ateljé.

## Bilder

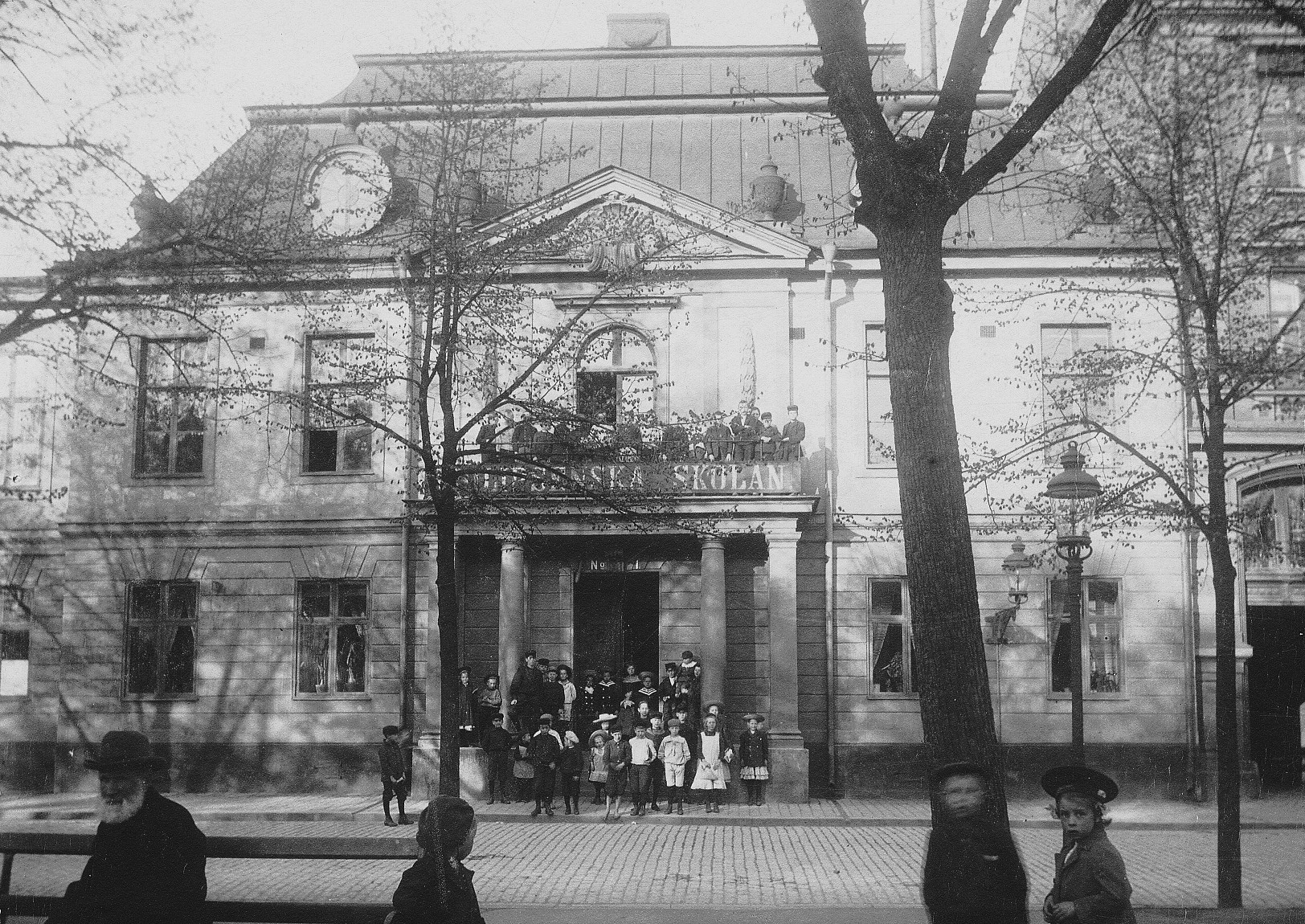
Huvudbyggnaden med elever, omkring 1900.
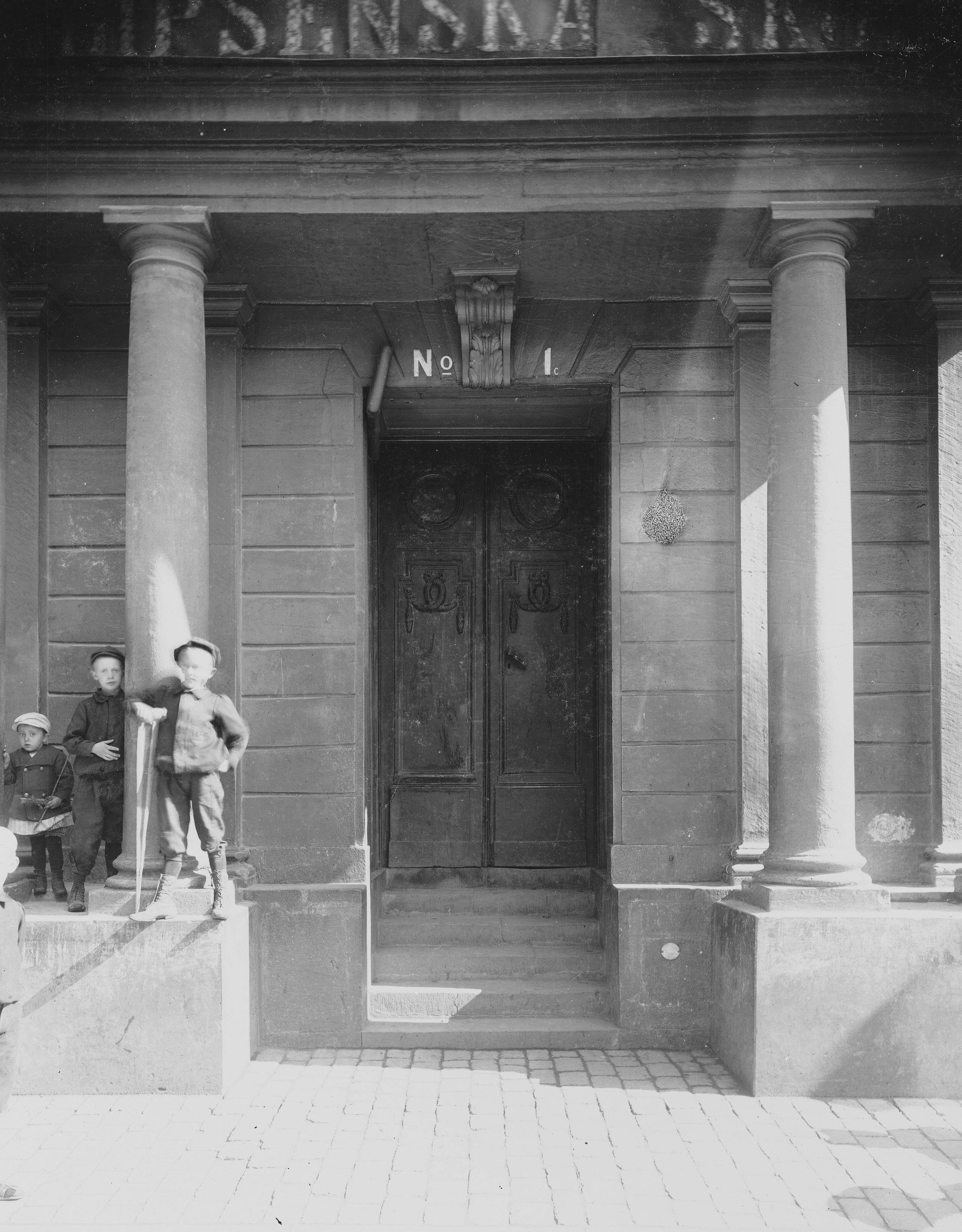
Portalen, Adolf Fredriks torg nr 1, 1909.
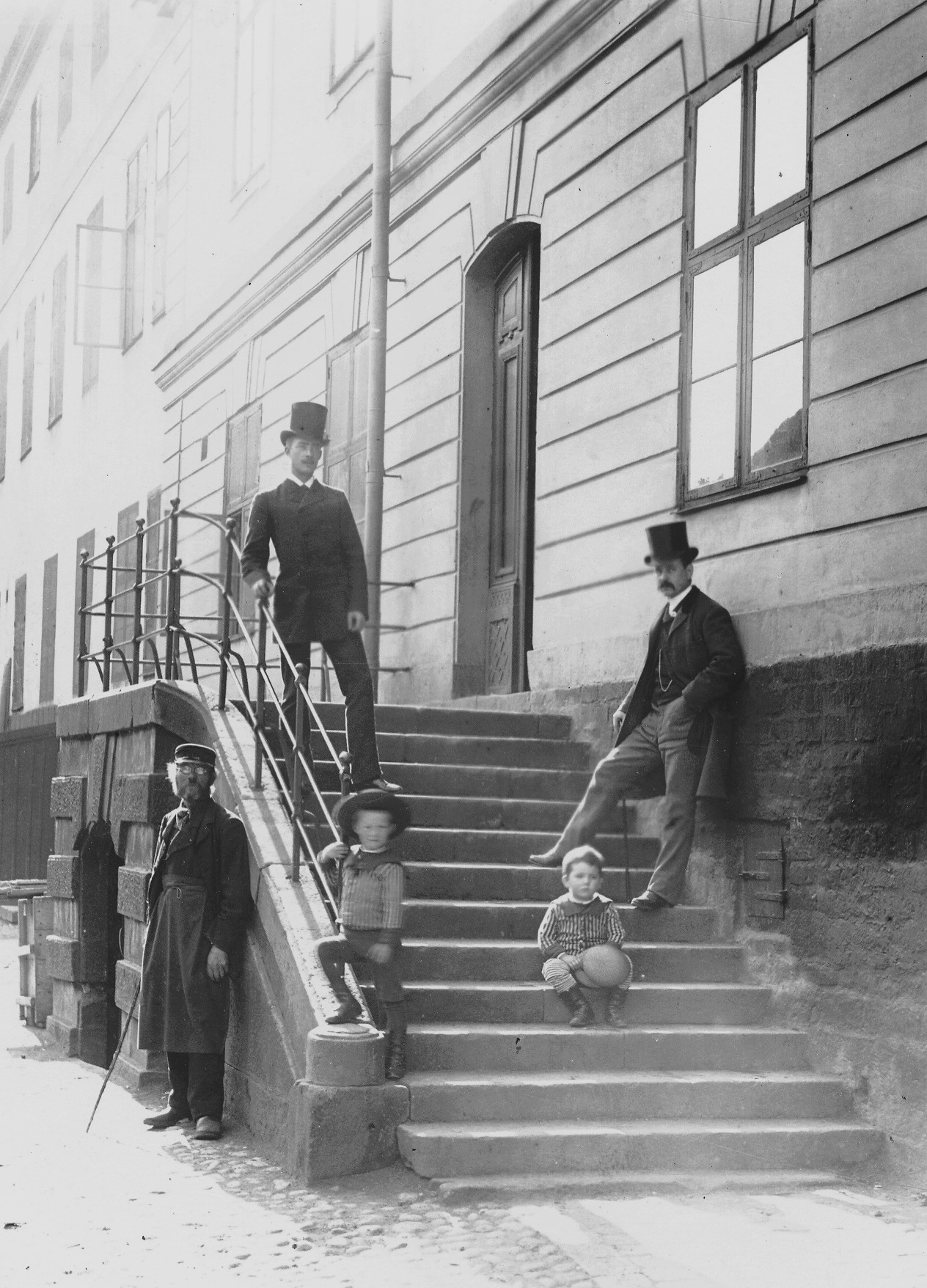
Trappa på gårdssidan, 1890-tal.
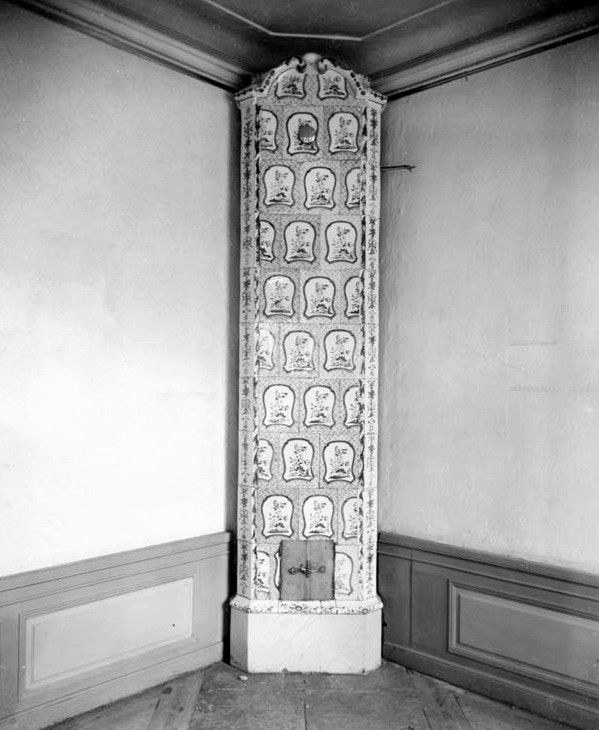
Rumsinteriör med kakelugn, 1909.
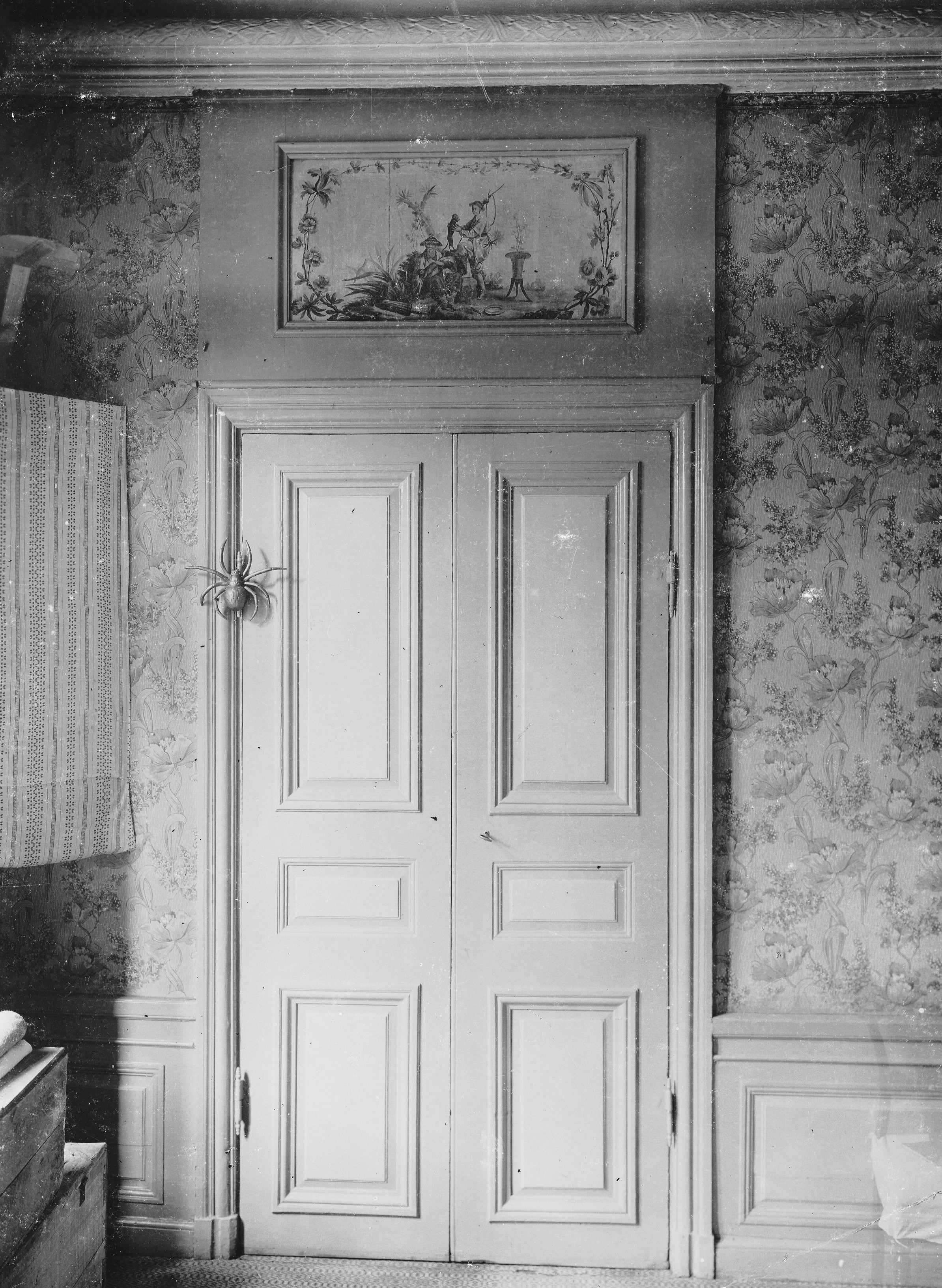
Innerdörr med målat dörröverstycke, 1909.
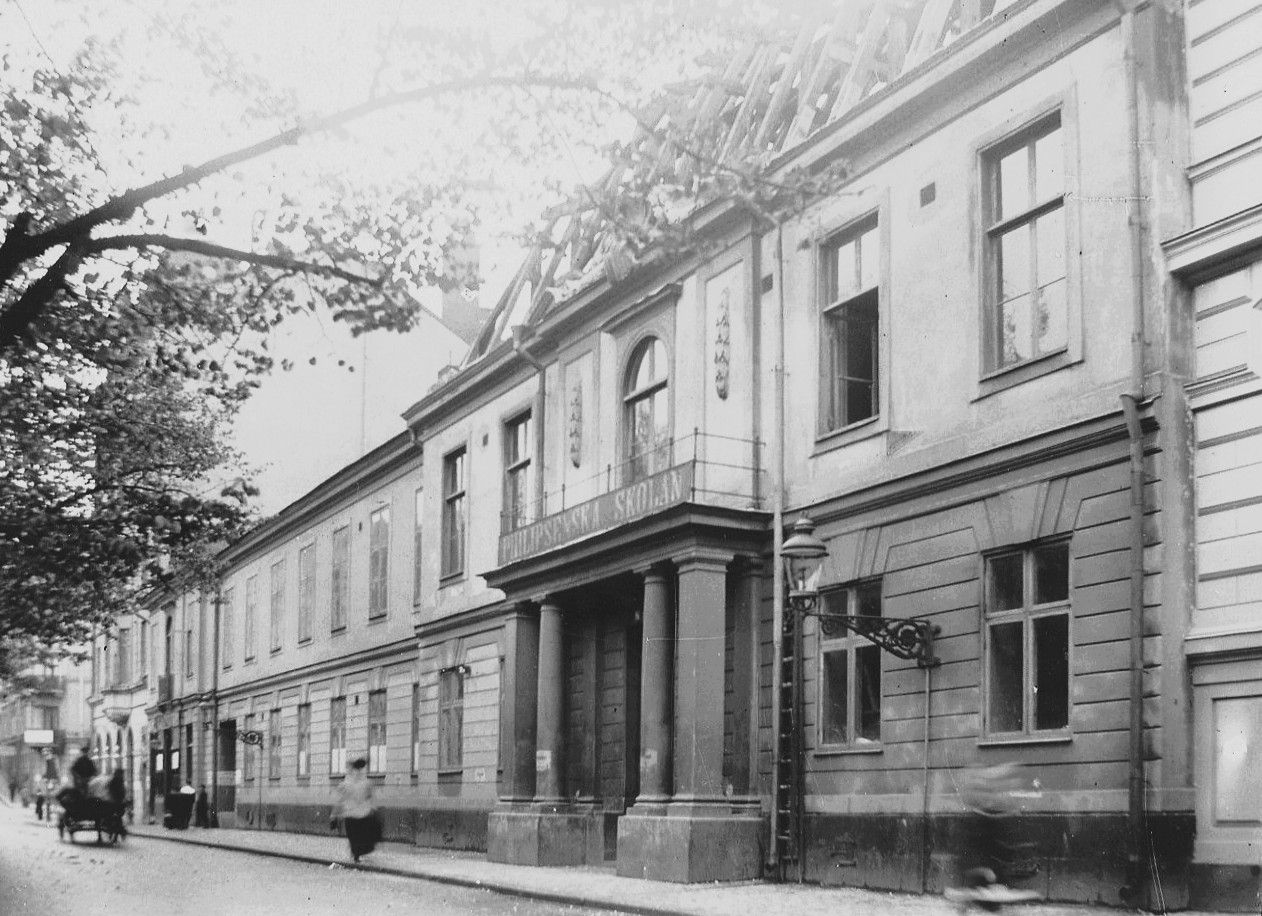
Rivningen börjar i oktober 1909.

## Husets vidare öden
År 1811 förvärvade grosshandlaren och filantropen Herman Theodor Philipsen (död 1819) det Sutherska huset och grundade samma år den Philipsenska skolinrättningen tillsammans med hustrun Charlotta Wilhelmina född Moll (död 1835). Skolan nyttjade en del av Sutherska huset och var en skol- och arbetsinrättning för de fattigaste barnen. I samband med att Hornsgatan skulle breddas och schaktas ner mellan 1901 och 1909 lät skolan riva det Sutherska huset och på platsen uppfördes dagens fastighet i hörnet av Hornsgatan 31 och Mariatorget 1 efter ritningar av arkitekt Sam Kjellberg.